# 규산

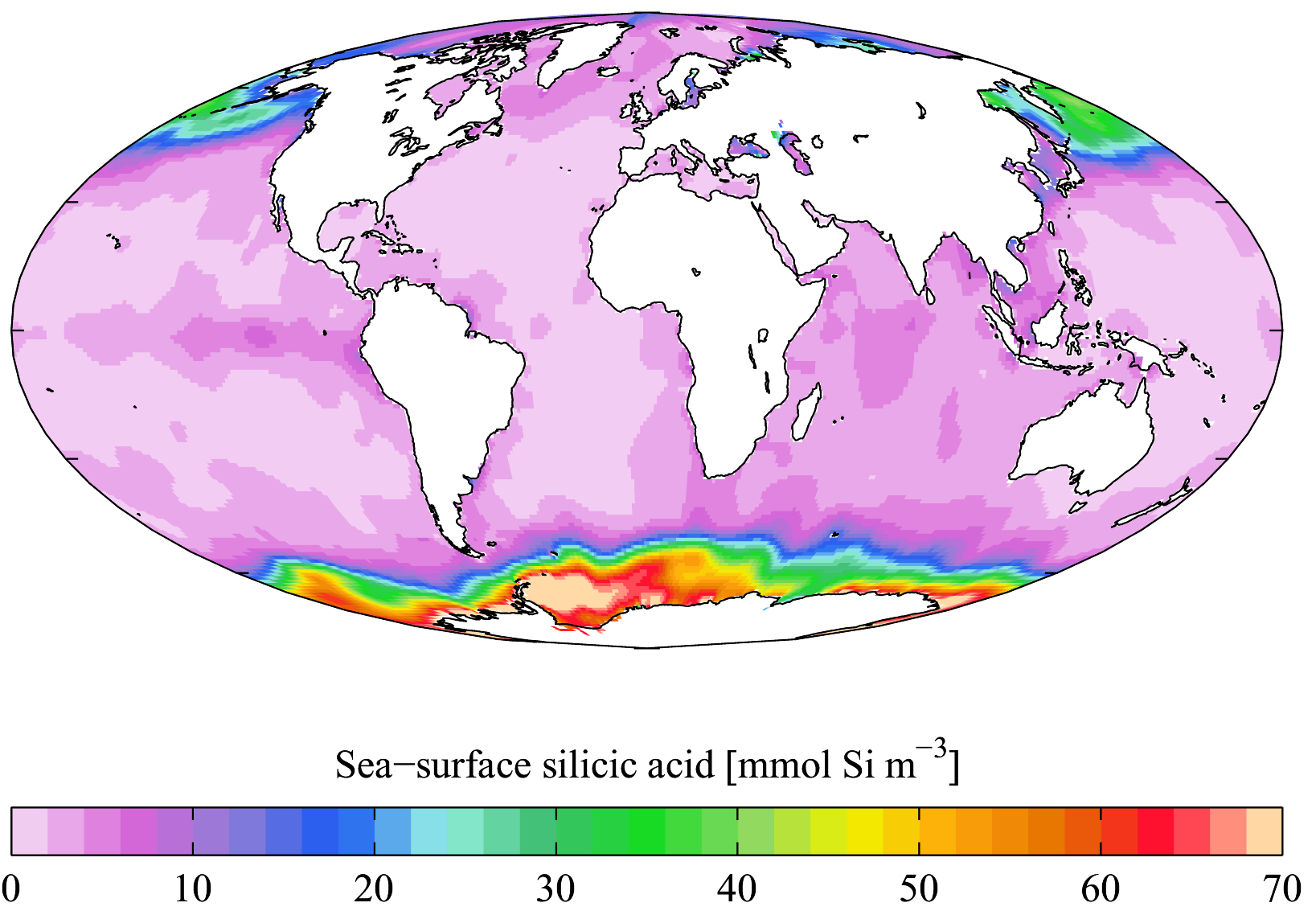
세계의 바다에서의 연간 평균 바다 표면의 규산. 월드 오션 아틀라스 2005에서 가져옴.

규산(硅酸, 영어: silicic acid)은  규소, 수소, 산소의 화합물인 약산들을 두루 일컫는 용어로, 화학식은 [SiOx(OH)4-2x]n이다. 좁은 의미에서는 오쏘규산만을 의미하기도 한다.

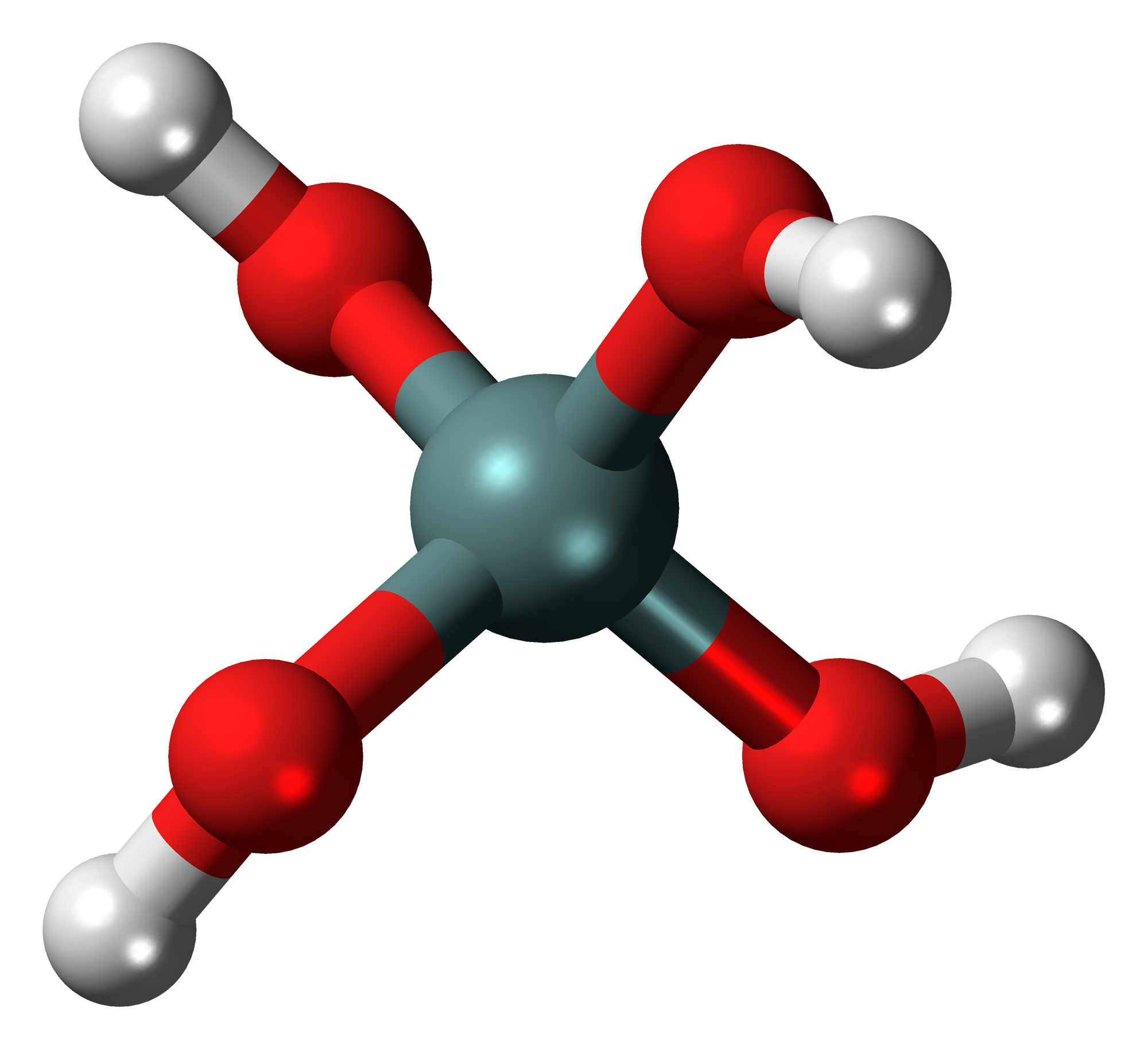
오쏘규산(orthosilicic acid)
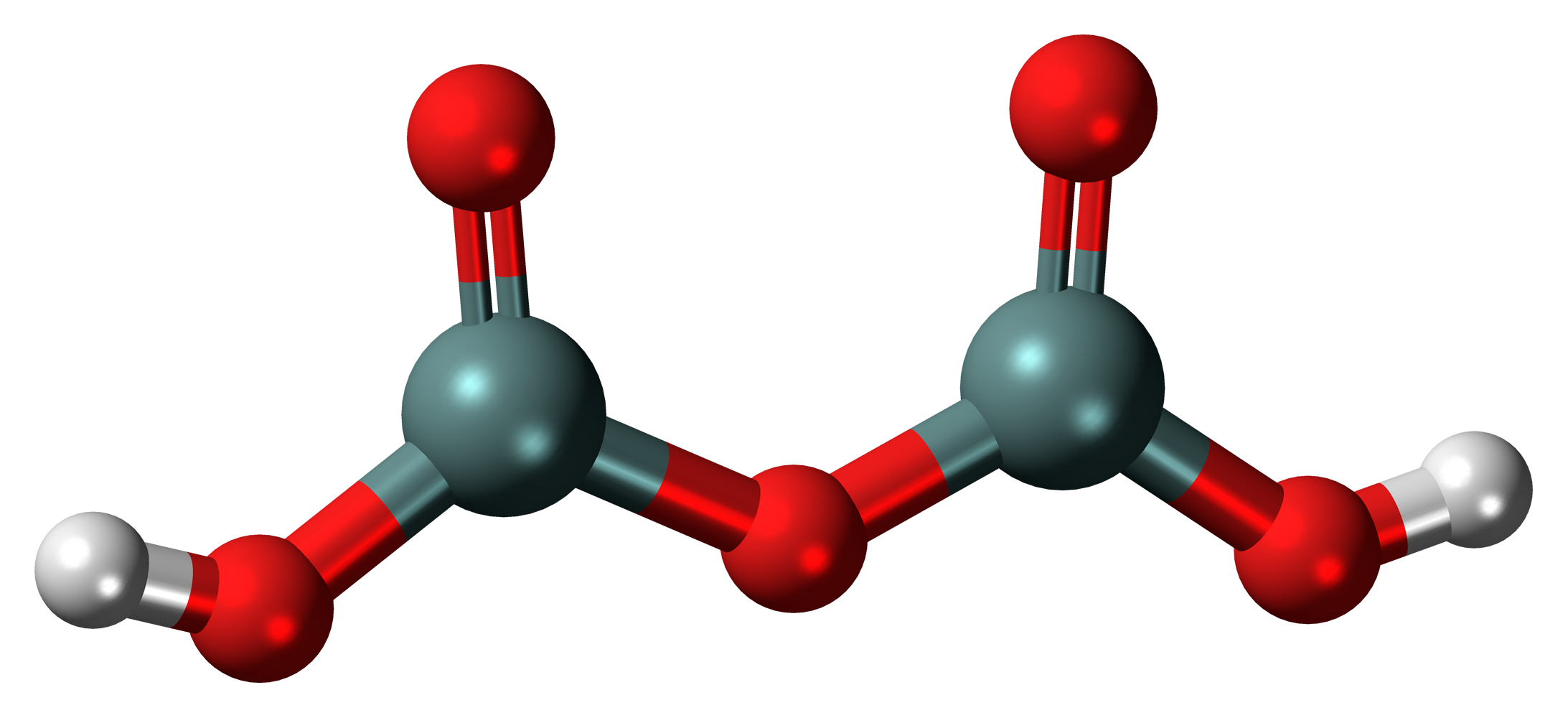
다이규산(disilicic acid)
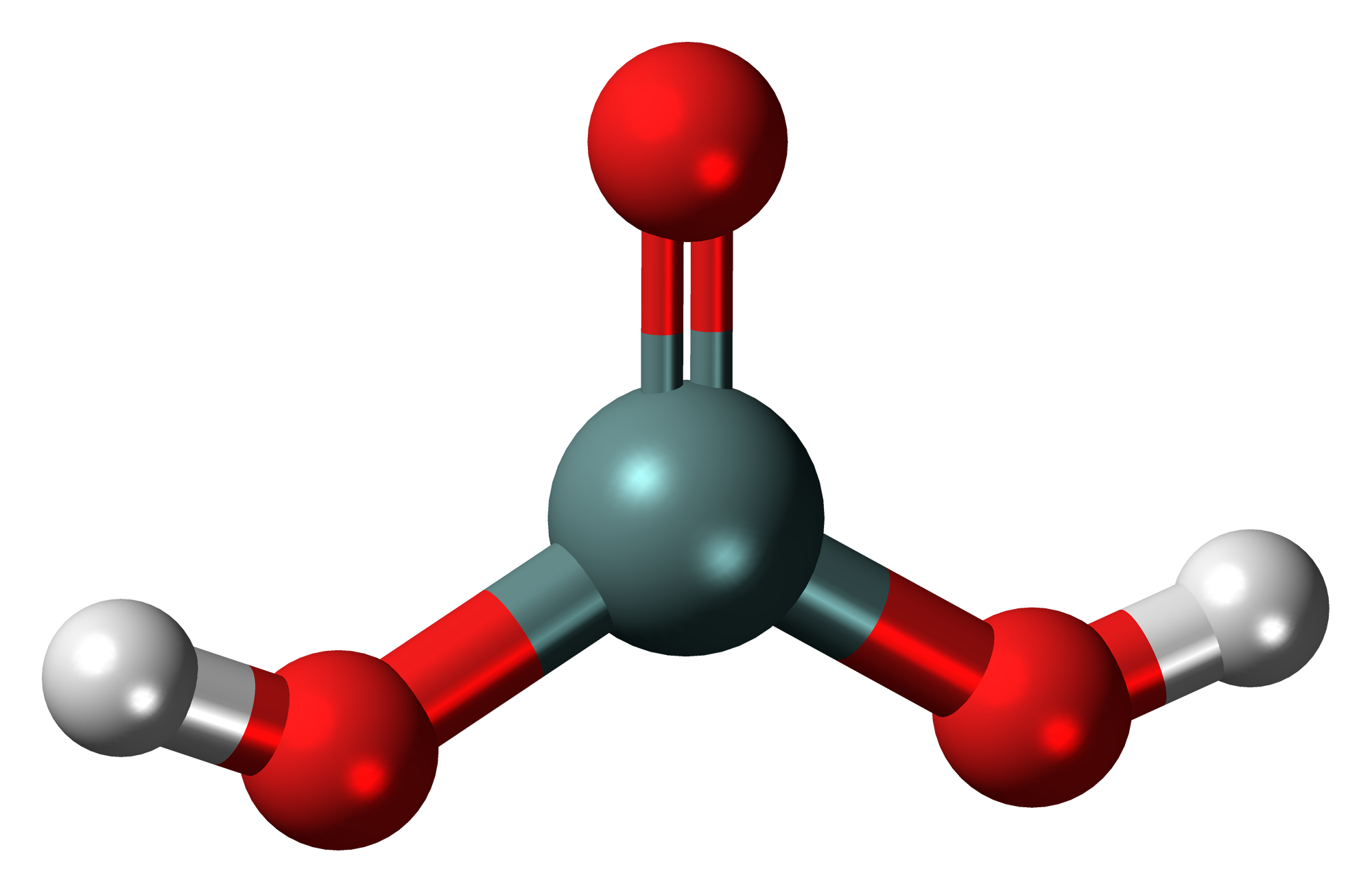
메타규산(metasilicic acid)
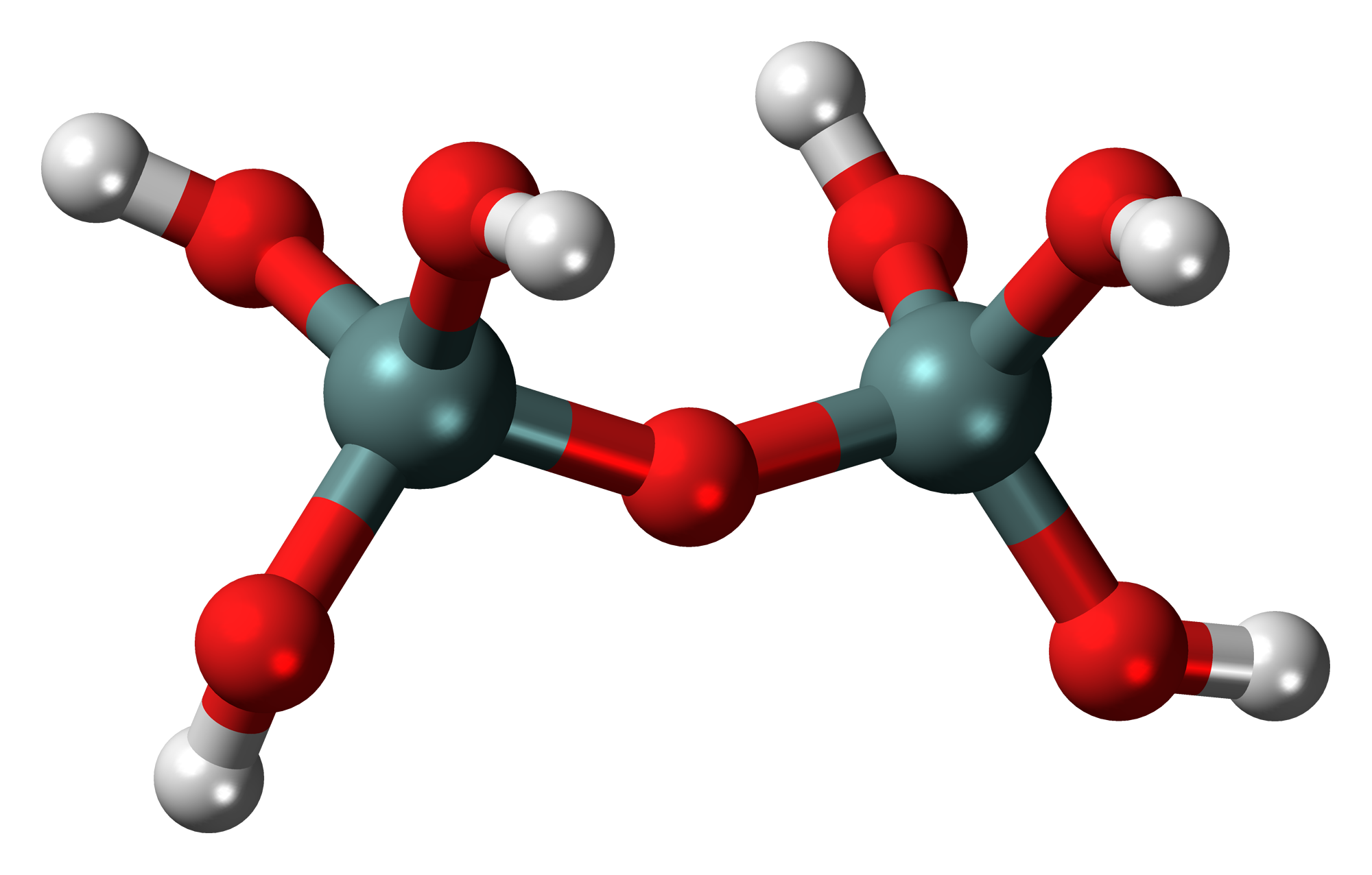
피로규산(pyrosilicic acid)

## 화학 반응
규산의 반응은 일반적으로 제어하기 어려운 면이 있다. 예를 들자면, 메타 규산으로의 부분적인 탈수화 반응은 보통 물과 이산화 규소로 진행하기에 제어가 어렵다.

### 산염기 반응
다른 실라놀과 같이, 규산은 약산이며, 수용액 상태에서 탈양자화(deprotonated)된다.

## 제조
옌스 야코브 베르셀리우스가 1810~1836년 사이에 규산을 발견했다고 알려졌으나, 하지만 이를 이산화 규소와 분리된 것으로는 인지하지 못하였다.

## 수화 반응
자연적으로 발생한 규산은 비생물학적인 과정을 통해 석영과 물로부터 생성된다.
SiO
2 + H
2O → H
4SiO
4

### 실험실 제법
규산은 규산 나트륨 수용액에 산을 첨가하여 제조될 수 있다. 이 경우 물을 잃고 규산이 실리카 겔을 형성하기도 한다.

## 바다속 규산
해양학에서 표준 분석에 의해(예: Strickland and Parsons, 1972) 측정될 수 있는 수산화 규소의 형태로 물에 용해된 실리카의 형태를 Dissolved silica(DSi)라는 용어로 기술한다. 그러나 DSi는 규산염 광물에서 발생하는 규산염을 포함하지 않기에, 따라서 규소의 유기적 중합체를 의미하는 실리콘과는 다르다. 자연상태의 물에 존재하는 세 종류의 DSi는 SiO2(OH)22−, SiO(OH)3−, Si(OH)4가 있다.
수화 반응으로 생성된 DSi(규산의 문맥에서)는 해양의 표면에서 수화 반응을 통해 생성되어, 극지방에서 하강하는 순환에 의해 심해로 운반된다. 그리고 물과 이산화규소로 분리되어 사라진다. 해양에서 주로 오쏘규산의 형태로 존재하며, 이 생물지구화학적 순환과정은 돌말류라고 알려진 조류에 의해서 조절된다. 이 조류는 규산을 중합하여 (규조각 또는 피각이라고 불리는)세포벽을 만드는데 이용한다.
해양 돌말류는 Si(OH)4를 운반한다.
DSi는 해양의 상층부에서 대부분 불포화상태이나, 남극 환류는 예외이다.
DSi는 수심이 증가함에 따라 증가하며, DSi값은 대서양에서 인도양을 거쳐 태평양을 이어지는 벨트에서 높게 나타난다.

## 물에의 용해도
물에서의 용해도는 매우 낮다. pH 7, 25 °C에서 1리터에 최대 0.12g(실리카의 형태로) 용해될 수 있다. 이는 120ppm에 해당한다. pH와 온도를 증가시키면 용해도도 증가한다. 75 °C에서는 330 ppm까지 용해될 수 있다.

pH와 온도에 따른 용해도

## 몸에 끼치는 영향
알츠하이머와 알루미늄과의 상관관계의 연구에서 규산은 알루미늄 흡수를 방해하고,  배출을 일으키기에연구되어 왔다.
연구에 따르면 오쏘규산의 생리적 농축에 의해 1형 콜라겐의 합성과 골아세포의 분화를 생체외 실험에서 촉진한다고 한다.

콜린 안정화 오쏘규산(Choline-stabilized orthosilicic acid)은 영양 보충제로서, 이는 머리카락의 인장강도 손실을 방지하고, 피부와 손톱에 긍정적인 영향을 미치며,brittle nail syndrome을 완화시키며, 난소가 적출된 쥐 모델에서 대퇴골 감소를 부분적으로 막아주는 효과가 있었으며, 종아리의 콜라겐 농도를 증가시키는 효과가 있다고 한다.또한 골감소증 여성에게 뼈 콜라겐 형성에 잠재적인 유익한 영향을 끼친다고 알려져있다.

## 같이 보기
- 규산염
- 규폐증